# لورا هيوز
لورا هيوز (بالإنجليزية: Laura Hughes) هي رباعة بريطانية، ولدت في 24 مارس 1993.